# ホルムズ海峡

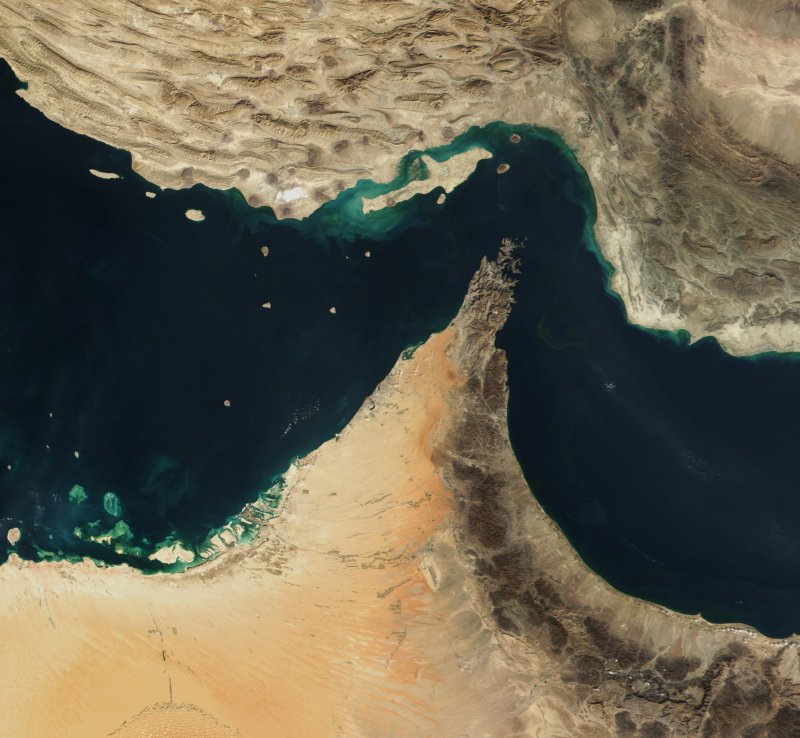
ホルムズ海峡の衛星写真

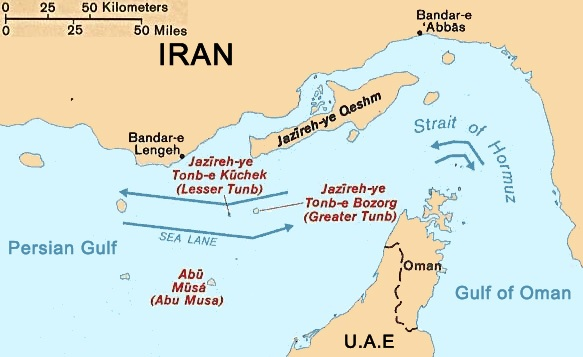
ホルムズ海峡の航路

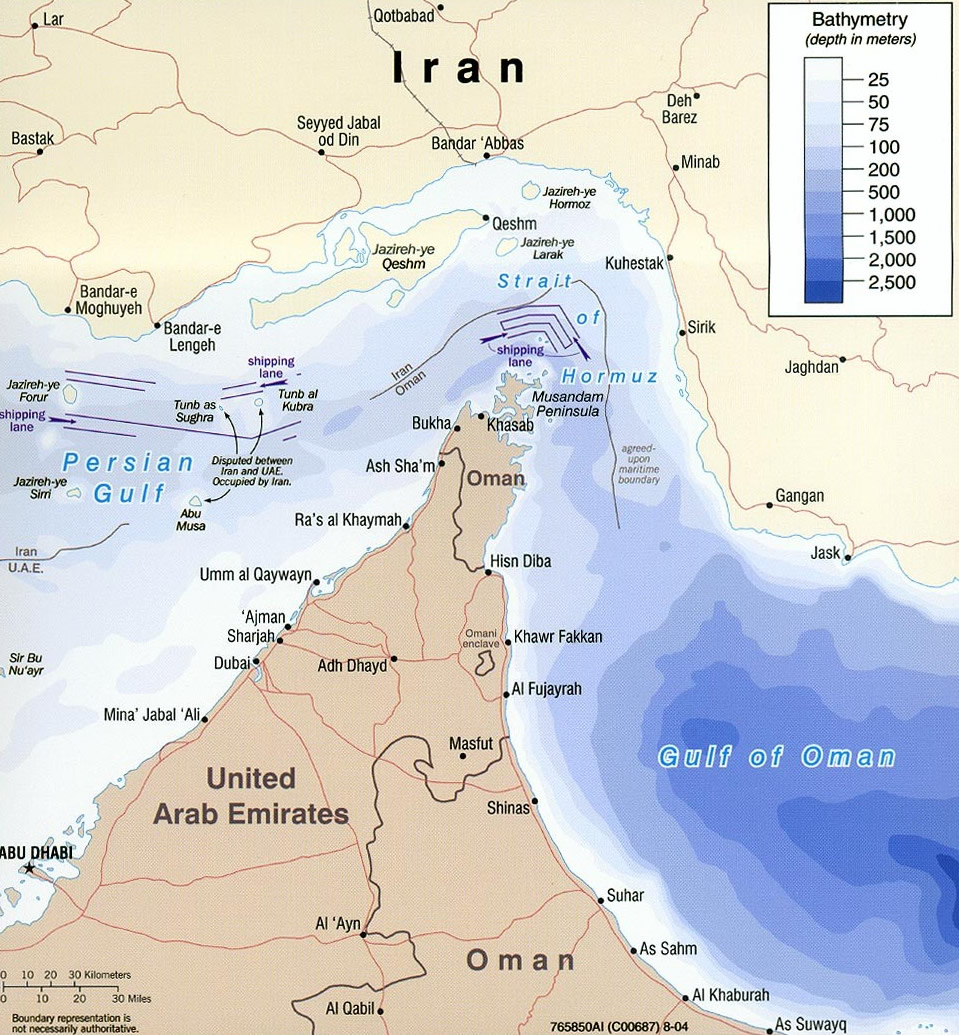
水深図

ホルムズ海峡（ホルムズかいきょう、英語: Strait of Hormuz、ペルシア語: تنگه هرمز Tangeh-ye Hormoz、アラビア語: مضيق هرمز Maḍīq Hurmuz）は、ペルシア湾とオマーン湾の間にある海峡である。北にイラン、南にオマーンの飛び地のムサンダム半島に挟まれている。水深75m - 100m、最も狭いところでの幅は約33km。イラン本土近傍のゲシュム島やホルムズ島をはじめとして、複数の島が海峡内にある。
かつてこの付近にはホルムズ王国があり、15世紀に明の鄭和が寄航した「忽魯謨斯」の比定地とされている。

## 概要
ペルシア湾沿岸諸国で産出する石油の重要な搬出路であり、毎日1700万バレルの石油をタンカーが運ぶ。日本に来るタンカーの全体の8割、年間3400隻がこの海峡を通過する。船舶の衝突を避けるため幅3kmずつの航行出入レーンが設けられている。国際海峡であるがオマーン領であるため同ムサンダム半島の先にある小島のレーダーで航行を監視している。レーンは海峡通過後イラン・アラブ首長国連邦が領有権係争中の大トンブ・小トンブ島付近を通ることになる。
イラン・イラク戦争ではイラクがハールク島の石油積み出し港とタンカーを攻撃してタンカー戦争が起き、当時のイラクのサッダーム・フセイン大統領はイランにホルムズ海峡封鎖で報復させることでアメリカの介入を画策したとされる。現在は、イランの核開発問題のため、イランと欧米・湾岸アラブ諸国との間で緊張が高まっており、アメリカ海軍が展開している。これに対抗して、イランも定期的に海峡で軍事演習を行っている。2022年12月6日には米軍がホルムズ海峡でイランのイスラム革命防衛隊（IRGC）の船が米軍の軍艦から150ヤード以内に接近したと発表した（ただしこの時は警告と殺傷力のないレーザーの使用により事態は収拾）。
海峡の最深部は南側のムサンダム半島の先端部付近で、北へ向かって浅くなる。海峡の北東岸に短い川が多く、それらの河口部とゲシュム島によりホルムズ海峡の主体部と切り離されたクラレンス海峡には三角州と浅瀬が発達しており、マングローブ、塩性湿地と干潟は多く見られる。サギ類やニシハイイロペリカンなどの水鳥の越冬地とアオウミガメの生息地であり、ラムサール条約に登録されている。

## ホルムズ海峡経由の原油輸送シェア
中東各地から原油を購入して自国に輸送する国は、ホルムズ海峡という地理的条件から、主としてアジア諸国が多い。そのなかでも人口大国、或いは自国に大規模な油田が無い国が同海峡のタンカー輸送が多い。
| 順位 | 国籍           | シェア |
| ---- | -------------- | ------ |
| 1位  | 中華人民共和国 | 18%    |
| 2位  | インド         | 16%    |
| 3位  | 日本           | 14%    |
| 4位  | 大韓民国       | 11%    |
| 5位  | アメリカ合衆国 | 8%     |

## 海峡迂回パイプライン

### アブダビ原油パイプライン
ホルムズ海峡は原油輸出の要衝であるため、中東の政情不安などで海峡が封鎖されると、世界の原油供給に多大な影響を及ぼしかねない。そのためUAEは、安定的な原油輸出を目的とする陸上パイプライン建設を国家戦略とし、アブダビ政府系の国際石油投資会社（IPIC）が、アブダビ南方のハブシャン油田からインド洋側のフジャイラ港までの約370kmをホルムズ海峡を迂回する形で接続するハブシャン＝フジャイラ石油パイプラインを2008年から建設し、2010年12月に試運転を開始した。輸送能力はUAEの原油生産量の7割に相当する日量150万バレル程度と言われる。なお、建設は中国企業が請負い、住友商事及び住友金属工業がパイプライン用の鋼管を受注している（他にドイツとインドの企業も受注している）。

### 東西パイプライン（ペトロライン）
East-West石油パイプラインの名で、サウジアラビアのペルシア湾岸側の都市アブカイクから同国を横断して紅海沿岸側の都市ヤンブーを結ぶ全長約 1,200kmのパイプライン。公称輸送能力は日量480万バレル。

## 事故

### 2010年
商船三井 のタンカー「M.STAR」が原油27万トンを積載して同海峡（オマーン領内）を航行中に、2010年7月28日午前5時23分頃に右舷後方で衝撃があり、船の右舷後部に損傷が発生し、船橋にいた2等航海士1名が軽傷を負った事件が発生した。国土交通省海事局が原因調査に入りホルムズ海峡タンカー事故原因調査報告を発表したが、原因は特定できなかった。

### 2012年
2012年8月13日、ホルムズ海峡にてパナマ船籍で日本の商船三井が所有している原油タンカーOTOWASAN（315,000t)とアメリカ海軍のイージス駆逐艦ポーター（8,315t)が衝突。

## 事件

### ホルムズ海峡タンカー攻撃事件
2019年6月13日、ホルムズ海峡を通行していた日本の国華産業所有のタンカー 「コクカ・カレイジャス」 とノルウェーのフロントライン所有のタンカー 「Front Altair（フロント・アルタイル）」が攻撃を受けた。フロント・アルタイルは爆発が起き、火災が発生。両タンカーの乗員は全員避難した。攻撃した勢力、方法共に調査中。